# ساياكا أوكي (ممثلة)
ساياكا أوكي (باليابانية: 青木さやか؛ بالكانا: あおき さやか) هي ممثلة هزلية ‏ وتارينتو وممثلة يابانية، ولدت في 27 مارس 1973 في أواري أساهي في اليابان.

## وصلات خارجية
- ساياكا أوكي (ممثلة) على موقع IMDb (الإنجليزية)
- ساياكا أوكي (ممثلة) على موقع ميوزك برينز (الإنجليزية)
- ساياكا أوكي (ممثلة) على موقع قاعدة بيانات الفيلم (الإنجليزية)